# Javanrud
Javānrūd (in curdo Ciwanro‎; farsi جوانرود) è una città dell'altopiano del Kurdistan nell'Iran occidentale, capoluogo dello shahrestān di Javanrud, circoscrizione Centrale, nella provincia di Kermanshah. Aveva, nel 2006, una popolazione di 43.104 abitanti, in maggioranza di etnia curda, discendenti dalla tribù dei Jaf e di lingua curda (dialetto sorani).